# Mário Schenberg
Mário Schenberg (var. Mário Schönberg, Mario Schonberg, Mário Schoenberg); (Recife, 2 de julio de 1914 - São Paulo, 10 de noviembre de 1990) fue un ingeniero eléctrico, físico, crítico de arte y escritor brasileño.  Schenberg fue junto con José Leite Lopes, Cesar Lattes, Jayme Tiomno, y Joaquim da Costa Ribeiro uno de los físicos brasileros más importantes de la denominada 'era heroica' (1900-1945).

## Primeros años
Mário Schenberg, nacido Mayer Schönberg, fue dado a luz en casa de sus padres en Recife, capital del estado brasileño de Pernambuco, el día 2 de julio de 1914, hijo de padres rusos de origen judío-alemán.

## Trabajo científico

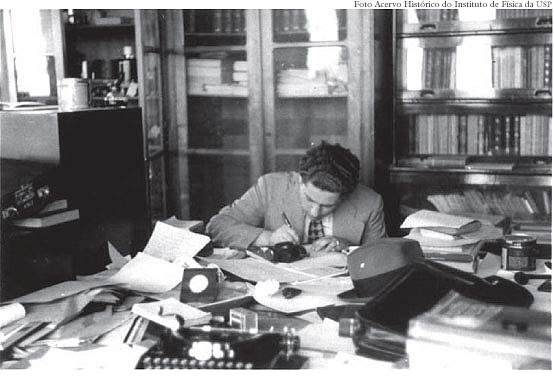
Mario Schenberg en 1937

### El proceso Urca
Ampliamente reconocido como el físico teórico más importante de Brasil, Schenberg es especialmente famoso por sus contribuciones a la astrofísica, en particular por la teoría de los procesos nucleares en la formación de las estrellas supernova. Fue de inspiración para denominar al proceso Urca, un ciclo de reacciones nucleares en el cual un núcleo pierde energía al absorber un electrón y luego emitir una partícula beta más un par neutrino-antineutrino, lo cual resulta en la pérdida de la presión interna y el consecuente colapso y explosión de la que resulta la supernova. George Gamow (1904–1968) se inspiró en bautizar al proceso Urca con el nombre de un casino en Río de Janeiro, cuando Schenberg le hizo notar que "la energía desaparece en el núcleo de la supernova con la misma velocidad que el dinero desaparece en una mesa de ruleta."

### Límite Schönberg-Chandrasekhar
Junto con el físico indio Subrahmanyan Chandrasekhar (1910–1995), descubrió y publicó en 1942 el denominado límite Schönberg-Chandrasekhar, que es la máxima masa del centro de una estrella que puede resistir las capas superiores contra el colapso gravitatorio, una vez que el hidrógeno del centro se ha acabado.

### Física cuántica y álgebra geométrica
En la Universidad de São Paulo Schönberg interactuó con David Bohm durante los años finales del exilio de Bohm en Brasil, y en 1954 Schönberg demostró una conexión entre el movimiento cuantizado del fluido de Madelungo y las trayectorias de la teoría de Broglie–Bohm. Escribió una serie de artículos en 1957/1958 sobre álgebra geométrica en relación con la física cuántica y la teoría cuántica de campos. Mario indicó que dichos álgebras pueden ser descritos en función de extensiones de las álgebras de Grassmann commutativa y anti-commutativa que poseen la misma estructura que el álgebra de bosón y el álgebra de fermión de los operadores de creación y aniquilación. Estas álgebras, a su vez se encuentran relacionadas con el álgebra simpléctica y el álgebra de Clifford, respectivamente. En un trabajo publicado en 1958, Schönberg sugirió agregar un nuevo idempotente al álgebra de Heisenberg, y esta sugerencia fue tenida en cuenta y expandida en la década de 1980 por Basil Hiley y sus colaboradores en el trabajo sobre formulaciones algebraicas de la mecánica cuántica; este trabajo fue desarrollado en el Birkbeck College donde Bohm era profesor de física. Las ideas de Schönberg también fueron citadas en relación con los tratamientos algebraicos para describir el espacio de fase relativista.

## Artículos
Entre sus artículos se destacan:
- M. Schönberg: Quantum kinematics and geometry, Il Nuovo Cimento (1955–1965), vol. 6, Supplement 1, pp. 356–380, 1957, doi 10.1007/BF02724793 (preview (enlace roto disponible en Internet Archive; véase el historial, la primera versión y la última).)
- M. Schönberg, S. Chandrasekhar: On the Evolution of the Main-Sequence Stars, Astrophysical Journal, vol. 96, no. p. 161 ff., 1942, fulltext